# Crosby (Merseyside)
Crosby ist ein Vorort von Liverpool und liegt im Nordwesten Englands im Metropolitan Borough of Sefton im Metropolitan County von Merseyside am Nordseit der Mündung des River Mersey. Crosby hat rund 52.000 Einwohner.

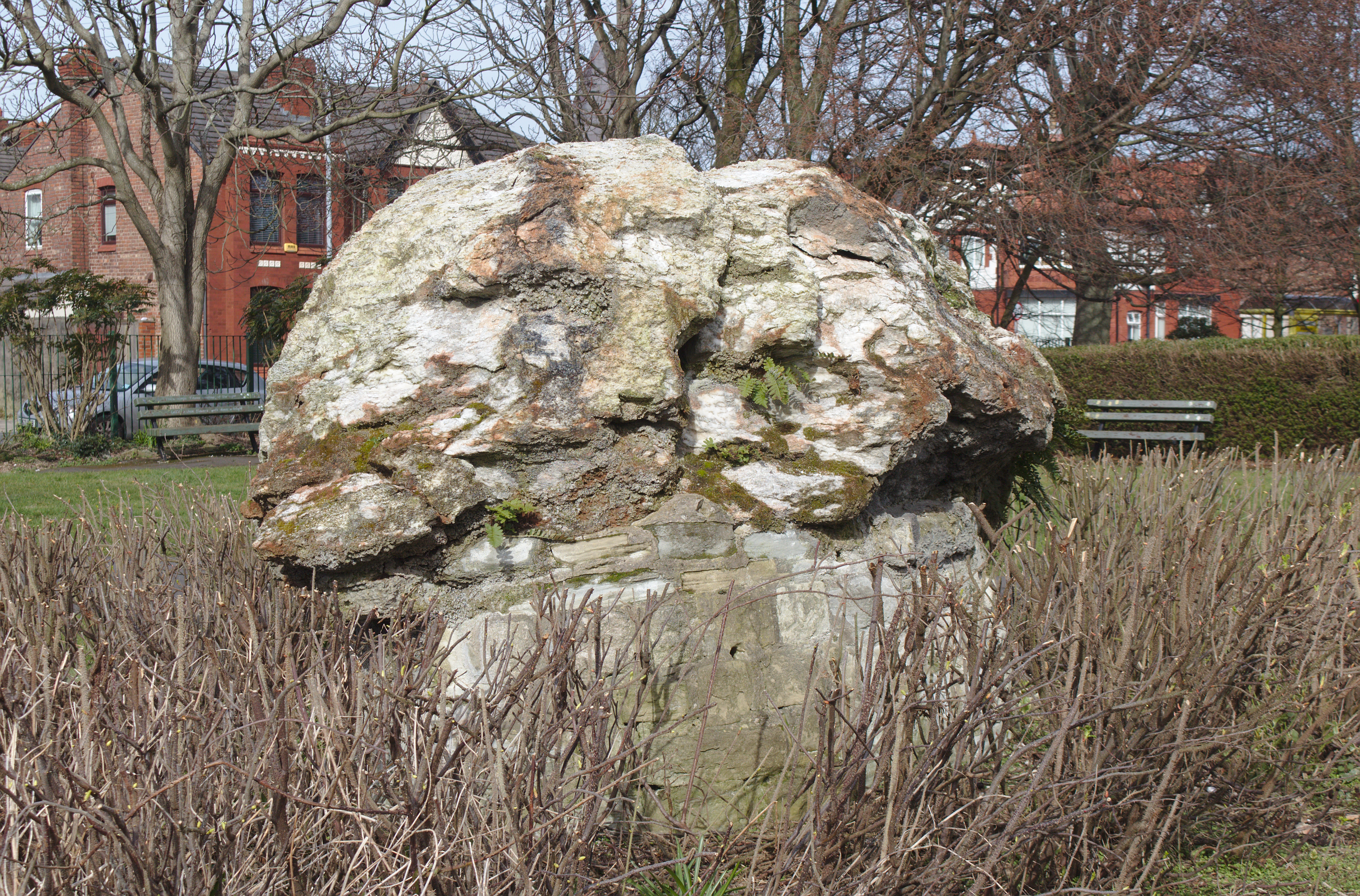
Findling im Coronation Park

## Geschichte
Der Ortsname ist normannischen Ursprungs und bedeutet „Ort des Kreuzes“; Crosby ist demnach, ebenso wie das benachbarte Formby, eine Gründung der Wikinger. Bis zum Anschluss an das Eisenbahnnetz in den 1840er Jahren blieb Crosby eine eher unbedeutende Gemeinde. Die Stadt wurde, zur Unterscheidung vom benachbarten Dorf Little Crosby, das 1932 eingemeindet wurde und das bis heute seinen ländlichen Charakter bewahrt hat, auch Great Crosby genannt. 1937 schloss sich Great Crosby mit Waterloo und Seaforth zusammen und bildete mit diesen Orten den Borough Crosby innerhalb der Grafschaft Lancashire. 1974 kam dieser Borough dann zum Metropolitan Borough of Sefton.

## Freizeit
Crosby ist ein beliebter Erholungsort, der am Ufer des Mersey über mehrere Kilometer Strand sowie über einen Yachthafen verfügt. Außerdem gibt es in Crosby ein größeres Waldgelände (Ince Woods) und mehrere Parks.

## Verkehr
Crosby liegt an der Bahnlinie von Liverpool nach Southport. Die Stadt ist im Übrigen in das Liverpooler Nahverkehrsnetz eingebunden. Östlich von Crosby beginnen die Autobahnen M57 (Autobahnring Liverpool) und M58 (nach Wigan).

## Bildung
Crosby verfügt über zwei bekannte unabhängige Schulen: die Merchant Taylors’ School und das St Mary’s College. Daneben sind zu erwähnen die Chesterfield High School, die Holy Family Catholic High School, die St. Michael’s Church of England High School und das Sacred Heart Catholic College (früher: Sacred Heart Catholic High School). Bekannt ist Crosby auch als Sitz der Carnegie-Bibliothek.

## Sport
Crosby ist Heimatort des Fußballvereins FC Marine, der in der Northern Premier League spielt, sowie des Rugby-Clubs Waterloo RFC.

## Persönlichkeiten
Söhne und Töchter der Stadt:
- Bruce Ismay (1862–1937), Reedereibesitzer der White Star Line, Titanic-Überlebender
- Herbert James Rowse (1887–1963), Architekt
- Robert Runcie (1921–2000), anglikanischer Geistlicher, Erzbischof von Canterbury
- Johnny Wheeler (1928–2019), Fußballspieler
- Ronnie Moran (1934–2017), englischer Fußballspieler und -trainer
- John Rawsthorne (* 1936), römisch-katholischer Geistlicher, Bischof von Hallam
- Anne Robinson (* 1944), Journalistin, Fernsehmoderatorin
- Vincent Nichols (* 1945), römisch-katholischer Geistlicher, Kardinal-Erzbischof von Westminster

Weitere Persönlichkeiten:
- Gerald Gardner (1884–1964), Okkultist
- Kenny Everett (1944–1995), Komiker
- Cherie Blair (* 1954), Anwältin und Ehefrau des britischen Premierministers Tony Blair; wuchs in Crosby auf